# Lucio Bernald
Lucio Óscar Bernald (Sáenz Peña, Provincia de Buenos Aires, 26 de abril de 1965) es un exfutbolista argentino y director técnico. En su época de futbolista jugaba de delantero y durante toda su carrera ha jugado en Berazategui y Defensores de Cambaceres.
Fue parte del plantel de Defensores de Cambaceres que se consagró bicampeón del Campeonato de Primera C 1998-99, siendo un suceso único en el fútbol argentino hasta ahora.
Además, es el segundo goleador histórico de Berazategui con 96 goles en 223 partidos disputados en la institución.

## Clubes

### Como jugador
| Club                     | País      | Año        |
| ------------------------ | --------- | ---------- |
| Berazategui              | Argentina | 1986- 1996 |
| Defensores de Cambaceres | Argentina | 1996- 2000 |

### Como entrenador
| Club        | País      | Año        |
| ----------- | --------- | ---------- |
| Berazategui | Argentina | 2014- 2015 |

### Como asistente técnico
| Club                     | País      | Año        |
| ------------------------ | --------- | ---------- |
| Defensores de Cambaceres | Argentina | 2010- 2011 |

## Palmarés

### Campeonatos nacionales
| Título    | Club                     | País      | Año     |
| --------- | ------------------------ | --------- | ------- |
| Primera C | Defensores de Cambaceres | Argentina | 1998/99 |